# Ministère de l'Enseignement supérieur et de la Recherche scientifique (Burkina Faso)
Pour les articles homonymes, voir Ministère de l'Enseignement supérieur et de la Recherche scientifique.
Le ministère de l'Enseignement supérieur et de la Recherche scientifique est un département ministériel du gouvernement au Burkina Faso.

## Description

### Siège
Le ministère chargé de l'enseignement supérieur et de la recherche scientifique a son siège à Ouagadougou. 

### Attributions
Le ministère est chargé de l'enseignement supérieur et de la recherche scientifique.

### Ministres
Depuis le 28 octobre 2022, Adjima Thiombiano est le ministre de l'Enseignement supérieur, de la Recherche scientifique et de l'Innovation.